# Qualificazioni al campionato mondiale di calcio 2018 - CONCACAF - quarta fase
I Goninei é un campionato under 15 dove ogni anno si lotta alla vittoria del trofeo attraverso un percorso ad eliminatoria. I campioni in carica sono i Brentford Gonin

## Gruppo A

### Risultati

#### 1ª giornata
| Arbitro: | Walter López Castellanos |

|                                  |           |  |
| Guardado 7’ Herrera 42’ Vela 64’ | Marcatori |  |

| Arbitro: | Kevin Morrison |

|           |           |  |
| Larin 38’ | Marcatori |  |

#### 2ª giornata
| Arbitro: | John Pitti |

|  |           |                     |
|  | Marcatori | 67’ Corona 72’ Damm |

| San Salvador 17 novembre 2015, ore 19:30 UTC-6 | El Salvador | 0 – 0 referto | Canada | Estadio Cuscatlán (6 816 spett.)\| Arbitro: \| Mark Geiger \| |
| Arbitro:                                       | Mark Geiger |               |        |                                                               |

#### 3ª giornata
| Arbitro: | Javier Santos |

|                          |           |                     |
| Punyed 45+2’ Bonilla 88’ | Marcatori | 19’ Elis 59’ Lozano |

| Arbitro: | Kimbell Ward |

|  |           |                                     |
|  | Marcatori | 32’ Hernandez 40’ Lozano 72’ Corona |

#### 4ª giornata
| Arbitro: | Ricardo Montero |

|                                |           |  |
| García 52’ Romell Quioto 90+4’ | Marcatori |  |

| Arbitro: | Yadel Martínez |

|                                  |           |  |
| Guardado 17’ (rig.) Corona 45+3’ | Marcatori |  |

#### 5ª giornata
| Arbitro: | Armando Villareal |

|                  |           |                                             |
| Larín 24’ (rig.) | Marcatori | 52’ Moreno 58’ Sepúlveda 73’ (rig.) Jiménez |

| Arbitro: | Yadel Martínez |

|                           |           |           |
| Martínez 45+2’ Quioto 50’ | Marcatori | 35’ James |

#### 6ª giornata
| Arbitro: | Valdin Legister |

|                                      |           |             |
| Larin 11’ Ledgerwood 53’ Edgar 90+2’ | Marcatori | 78’ Bonilla |

| Città del Messico 6 settembre 2016, ore 19:00 UTC-6 | Messico     | 0 – 0 referto | Honduras | Stadio Azteca (41 008 spett.)\| Arbitro: \| Mark Geiger \| |
| Arbitro:                                            | Mark Geiger |               |          |                                                            |

### Classifica
| Squadra     | Pt | G | V | N | P | GF | GS | DR  |
| ----------- | -- | - | - | - | - | -- | -- | --- |
| Messico     | 16 | 6 | 5 | 1 | 0 | 13 | 1  | +12 |
| Honduras    | 8  | 6 | 2 | 2 | 2 | 6  | 6  | 0   |
| Canada      | 7  | 6 | 2 | 1 | 3 | 5  | 8  | -3  |
| El Salvador | 2  | 6 | 0 | 2 | 4 | 4  | 13 | -9  |

## Gruppo B

### Risultati

#### 1ª giornata
| Arbitro: | Yadel Martinez |

|            |           |  |
| Gamboa 29’ | Marcatori |  |

| Arbitro: | Roberto García Orozco |

|  |           |                         |
|  | Marcatori | 43’ Quintero 52’ Cooper |

#### 2ª giornata
| Arbitro: | Javier Santos |

|  |           |               |
|  | Marcatori | 62’ Donaldson |

| Arbitro: | Joel Aguilar |

|            |           |                    |
| Tejada 71’ | Marcatori | 66’ Ruiz 69’ Ureña |

#### 3ª giornata
| Arbitro: | Jair Marrufo |

|            |           |            |
| Watson 16’ | Marcatori | 67’ Acosta |

| Port-au-Prince 25 marzo 2016, ore 19:00 UTC-4 | Haiti       | 0 – 0 referto | Panama | Stade Sylvio Cator (12 000 spett.)\| Arbitro: \| Oscar Reyna \| |
| Arbitro:                                      | Oscar Reyna |               |        |                                                                 |

#### 4ª giornata
| Arbitro: | Drew Fischer |

|                                |           |  |
| Borges 7’ Ruiz 37’ Venegas 76’ | Marcatori |  |

| Arbitro: | Oscar Moncada |

|           |           |  |
| Baloy 81’ | Marcatori |  |

#### 5ª giornata
| Arbitro: | Joel Aguilar |

|                         |           |  |
| Torres 28’ Arroyo 90+2’ | Marcatori |  |

| Arbitro: | Marlon Mejía |

|  |           |              |
|  | Marcatori | 71’ Azofeifa |

#### 6ª giornata
| Arbitro: | Roberto García Orozco |

|                                |           |                   |
| Bolaños 19’, 79’ Matarrita 84’ | Marcatori | 90’ (rig.) Tejada |

| Arbitro: | Adrian Skeete |

|  |           |                        |
|  | Marcatori | 68’ Lafrance 88’ Nazon |

### Classifica
| Squadra    | Pt | G | V | N | P | GF | GS | DR |
| ---------- | -- | - | - | - | - | -- | -- | -- |
| Costa Rica | 16 | 6 | 5 | 1 | 0 | 11 | 3  | +8 |
| Panama     | 10 | 6 | 3 | 1 | 2 | 7  | 5  | +2 |
| Haiti      | 4  | 6 | 1 | 1 | 4 | 2  | 4  | -2 |
| Giamaica   | 4  | 6 | 1 | 1 | 4 | 2  | 10 | -8 |

## Gruppo C

### Risultati

#### 1ª giornata
| Arbitro: | Jeffrey Solis |

|                                                               |           |             |
| Wood 11’ Johnson 29’ Altidore 31’, 74’ Cameron 51’ Zardes 58’ | Marcatori | 5’ Anderson |

| Arbitro: | Mathieu Bourdeau |

|           |           |                      |
| Mejía 90’ | Marcatori | 67’ Hyland 80’ Jones |

#### 2ª giornata
| Arbitro: | Drew Fischer |

|  |           |                                                  |
|  | Marcatori | 8’ Cincotta 32’ M. López 48’ D. López 81’ Tinoco |

| Port of Spain 17 novembre 2015, ore 19:36 UTC-4 | Trinidad e Tobago  | 0 – 0 referto | Stati Uniti | Hasely Crawford Stadium (18 500 spett.)\| Arbitro: \| César Arturo Ramos \| |
| Arbitro:                                        | César Arturo Ramos |               |             |                                                                             |

#### 3ª giornata
| Arbitro: | Jafeth Perea |

|                     |           |  |
| Morales 7’ Ruiz 15’ | Marcatori |  |

| Arbitro: | José Kellys |

|                                    |           |                               |
| M. Samuel 45’ (rig.) S. Samuel 77’ | Marcatori | 58’ J.Jones 71’, 82’ L.Garcia |

#### 4ª giornata
| Arbitro: | Valdin Legister |

|                                               |           |  |
| Dempsey 12’ Cameron 35’ Zusi 46’ Altidore 89’ | Marcatori |  |

| Arbitro: | Sandy Vásquez |

|                                                                 |           |  |
| Bateau 36’ J. Jones 49’ K. Jones 60’ Molino 66’ Caesar 86’, 89’ | Marcatori |  |

#### 5ª giornata
| Arbitro: | Mathieu Bourdeau |

|  |           |                                                                         |
|  | Marcatori | 28’ Wood 32’ Besler 43’ (rig.) Altidore 71’, 90+2’ Pulisic 78’ Kljestan |

| Arbitro: | John Pitti |

|                     |           |               |
| J. Jones 45+1’, 62’ | Marcatori | 36’, 87’ Ruiz |

#### 6ª giornata
| Arbitro: | Kimbrell Ward |

|                                                                             |           |                                  |
| Tinoco 13’ Ruiz 20’, 27’, 36’, 57’, 59’ Arreola 55’ Morales 78’ Márquez 83’ | Marcatori | 10’, 29’ Anderson 90’ McBurnette |

| Arbitro: | Ricardo Montero |

|                                            |           |  |
| Kljestan 44’ Altidore 59’, 63’ Arriola 71’ | Marcatori |  |

### Classifica
| Squadra                   | Pt | G | V | N | P | GF | GS | DR  |
| ------------------------- | -- | - | - | - | - | -- | -- | --- |
| Stati Uniti               | 13 | 6 | 4 | 1 | 1 | 20 | 3  | +17 |
| Trinidad e Tobago         | 11 | 6 | 3 | 2 | 1 | 13 | 9  | +4  |
| Guatemala                 | 10 | 6 | 3 | 1 | 2 | 18 | 11 | +7  |
| Saint Vincent e Grenadine | 0  | 6 | 0 | 0 | 6 | 6  | 34 | -28 |